# Lisnîkî, Kiev-Sveatoșîn
Lisnîkî (în ucraineană Лісники) este o comună în raionul Kiev-Sveatoșîn, regiunea Kiev, Ucraina, formată numai din satul de reședință.

## Demografie
Componența lingvistică a comunei Lisnîkî
     Ucraineană (95,97%)
     Rusă (3,57%)
     Alte limbi (0,13%)
Conform recensământului din 2001, majoritatea populației comunei Lisnîkî era vorbitoare de ucraineană (95,97%), existând în minoritate și vorbitori de rusă (3,57%).

## Povestea
Satul a fost fondat în 1032 Cripta Paterik arată că Theodosius Pechersky „a avut o peșteră în satul Lisnîkî și a trăit întreaga acestuia într-o poziție de mare.“
În anul 1498 sursele istorice menționează a doua oară cu privire la existența Forestierilor. A fost o scrisoare Seminte Skalkovicha în cărți documentare Kiev - „pentru ei și urmașii lor să plătească Pechersk pe bani polițist din moșiile Forester“ Pechersk, în care el a promis să

Potrivit mănăstirea Pechersk în 1595 satul Mănăstirea Forestierilor înarmați represiunea confiscate Volyn guvernator Koretsky. În 1620, decizia satului Sigismund III a fost returnat la Pechersk.

25 mai 1654g. Bogdan Khmelnitsky Kiev a scrie o scrisoare către colonelul Anton Zhdanovich să interzică locuitorii din silvicultori și Hodosovka și pești în apele aparținând Vudubickiy.

19 1670r decembrie. Hatmanul Petro Doroshenko a trecut satul sau a fost cândva un loc Forestierilor cu toate accesoriile sale Vudubickiy. De atunci și până în 1786 au fost țărani lesnichane monahale.

Datorită secularizarea urmărit de Ecaterina a II, locuitorii silvicultorilor au devenit țărani economici. La acea vreme am locuit în 27 de case 127 de suflete.
Deoarece 1836. și până în 1851, el a servit ca Biserica locală a Schimbării de bunicul din lemn, marele istoric și figură publică MIHAILA Grushevskogo - Fedor Vasilevich Grushevsky. Fedor Grushevskii a contribuit la descoperirea primei școli parohiale.

## Galerie

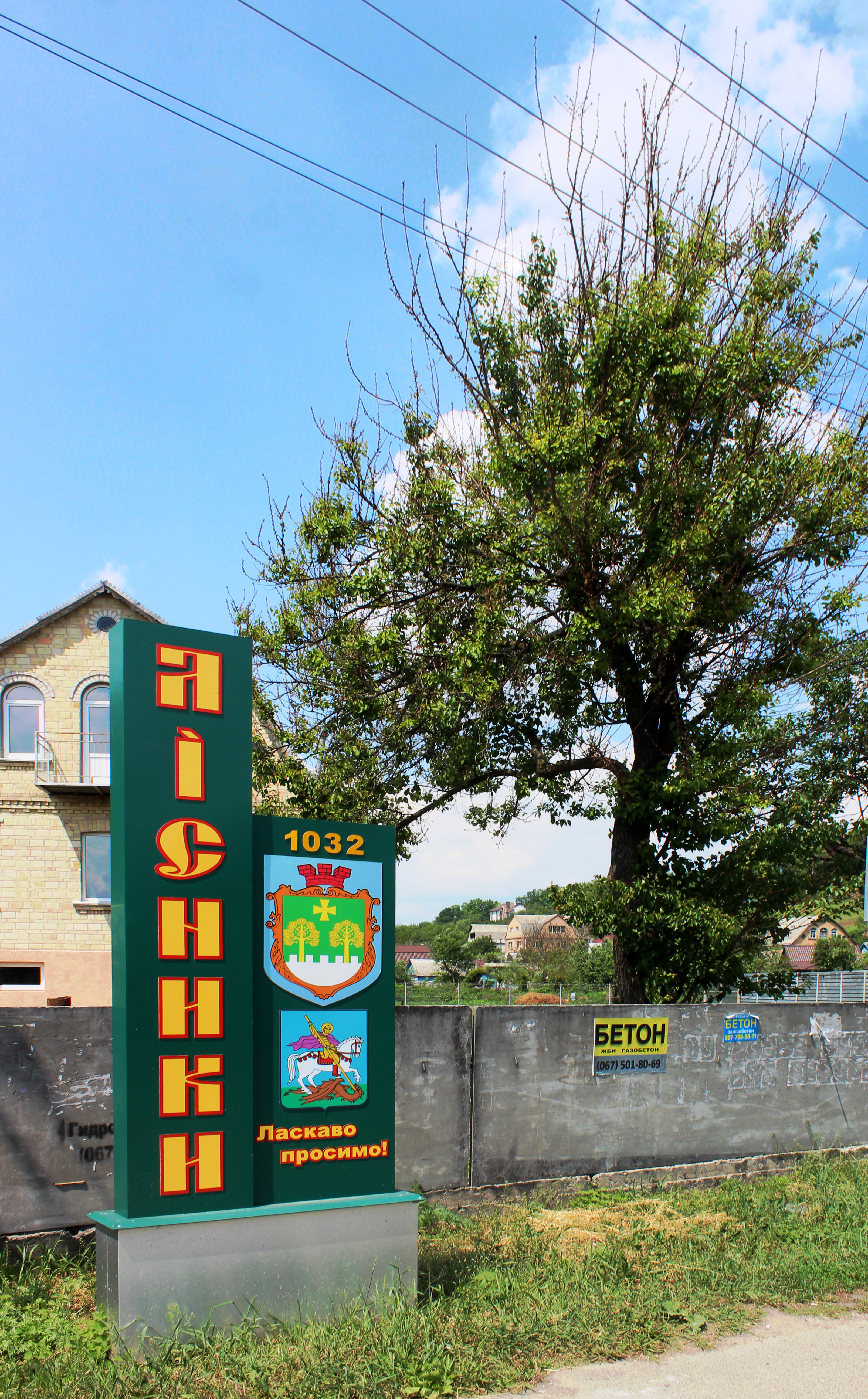
Intrarea în sat
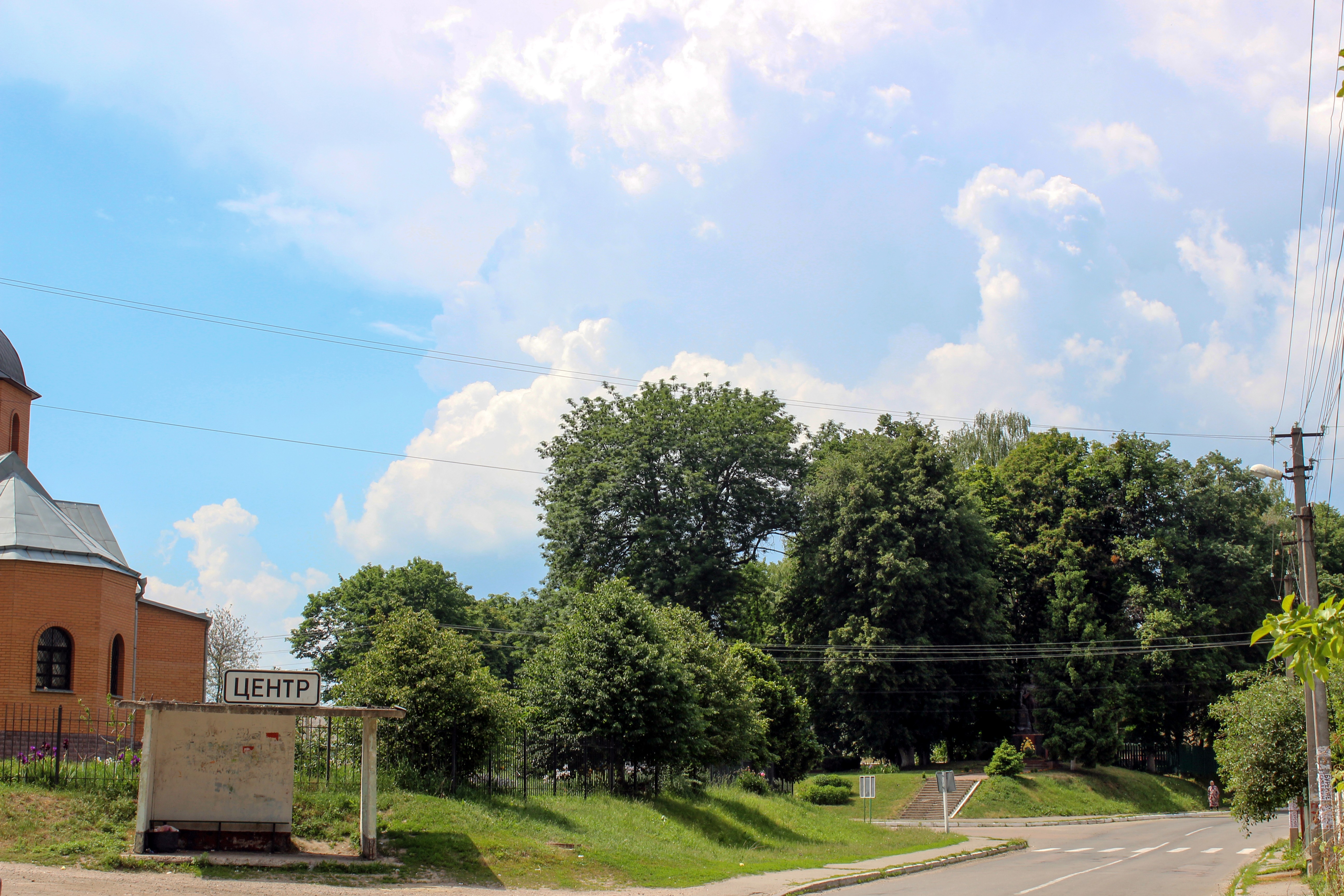
Centrul este în sat
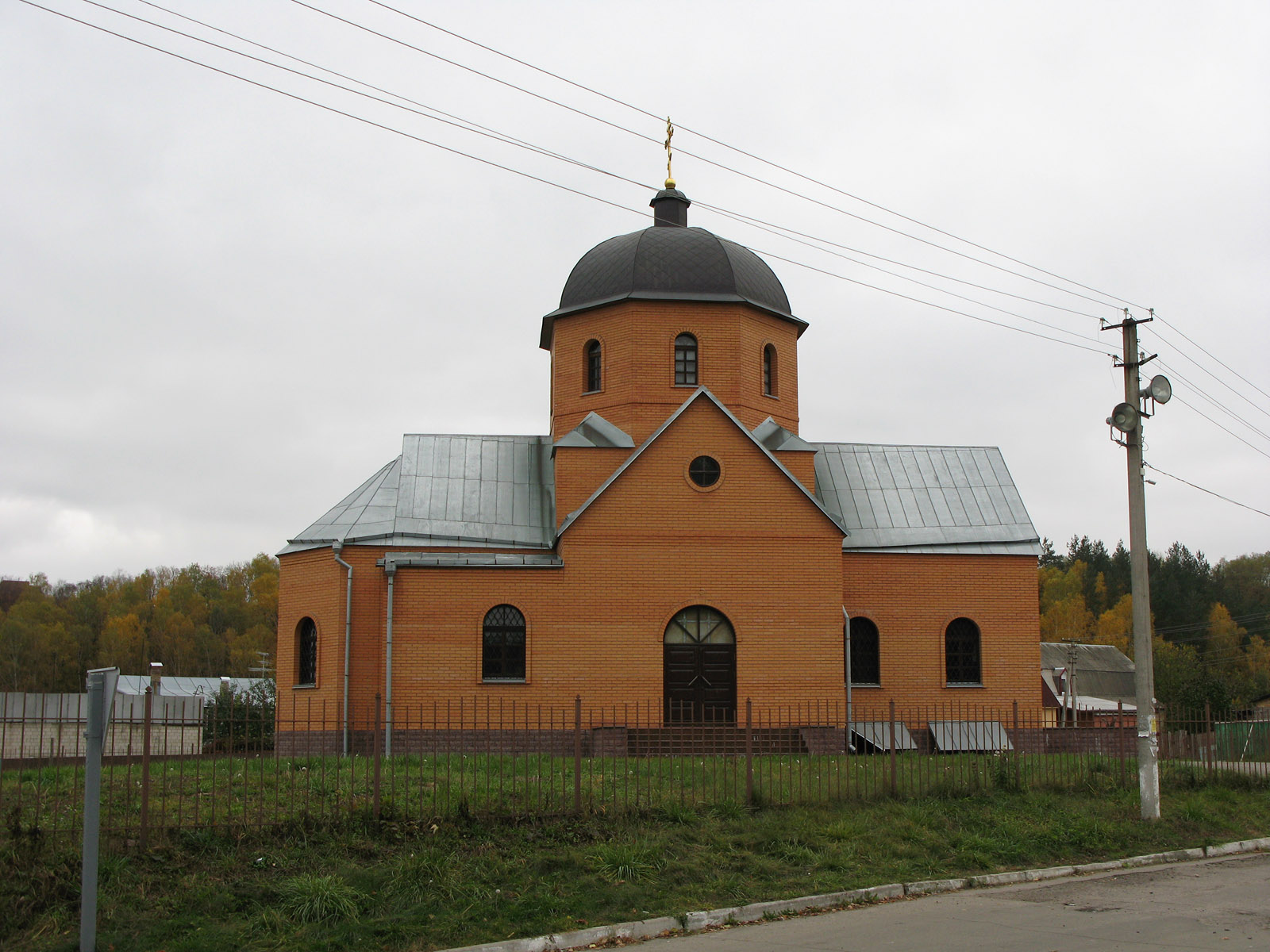
Biserica din satul Lesniki
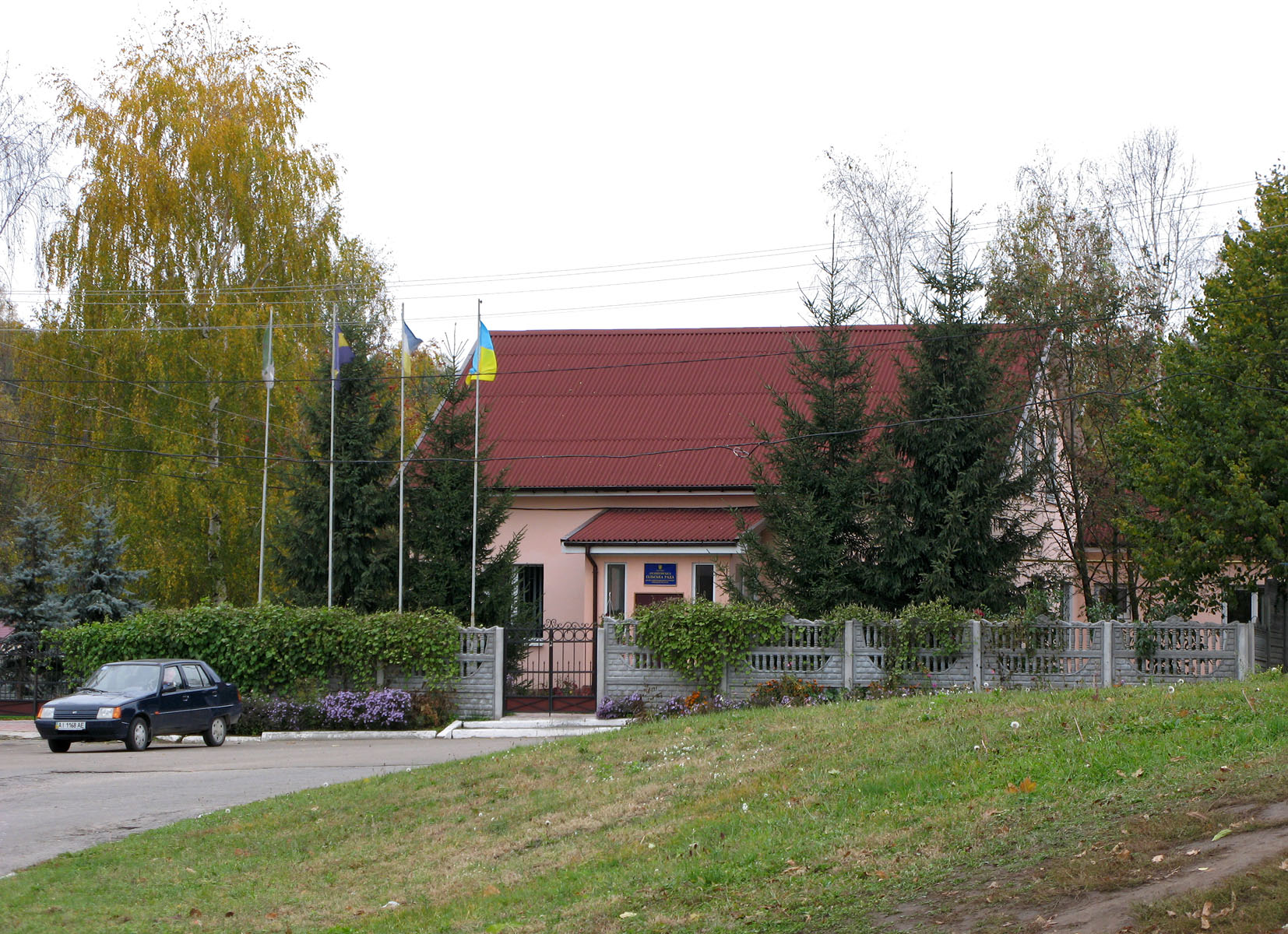
Consiliul local Lysnitskaya
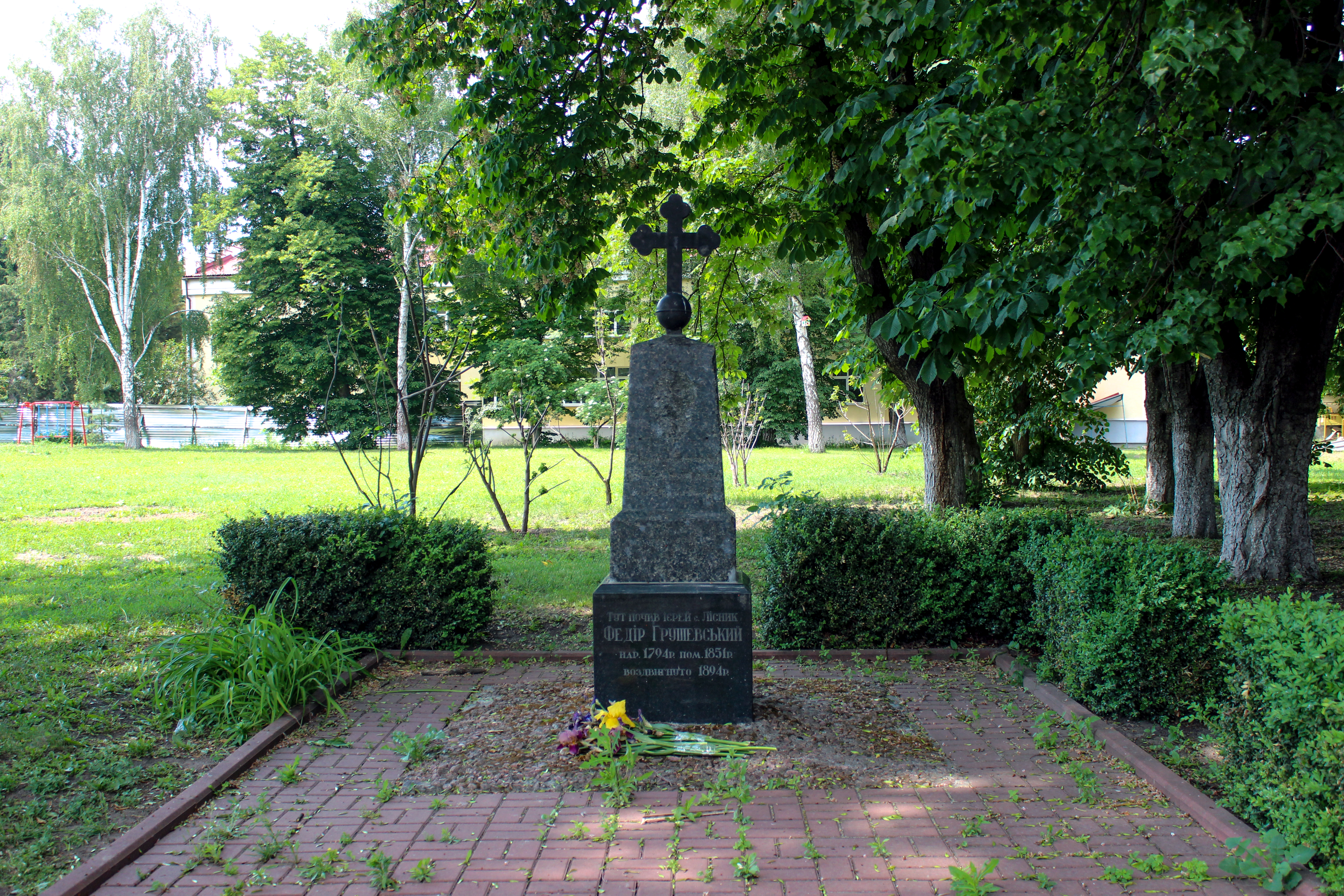
Mormântul lui Teodor Hrushevski
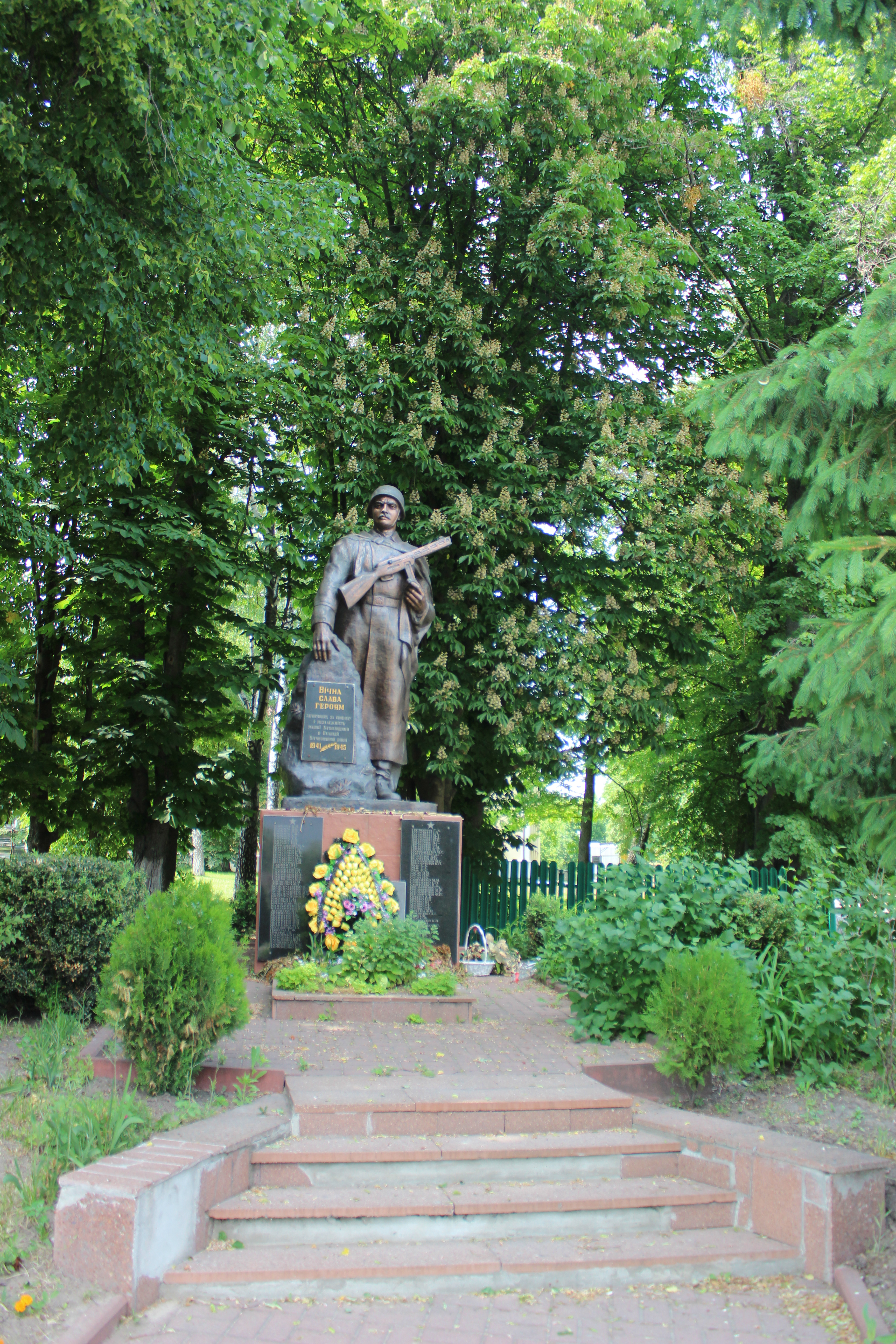
Mormântul fratern al soldaților Armatei Sovietice
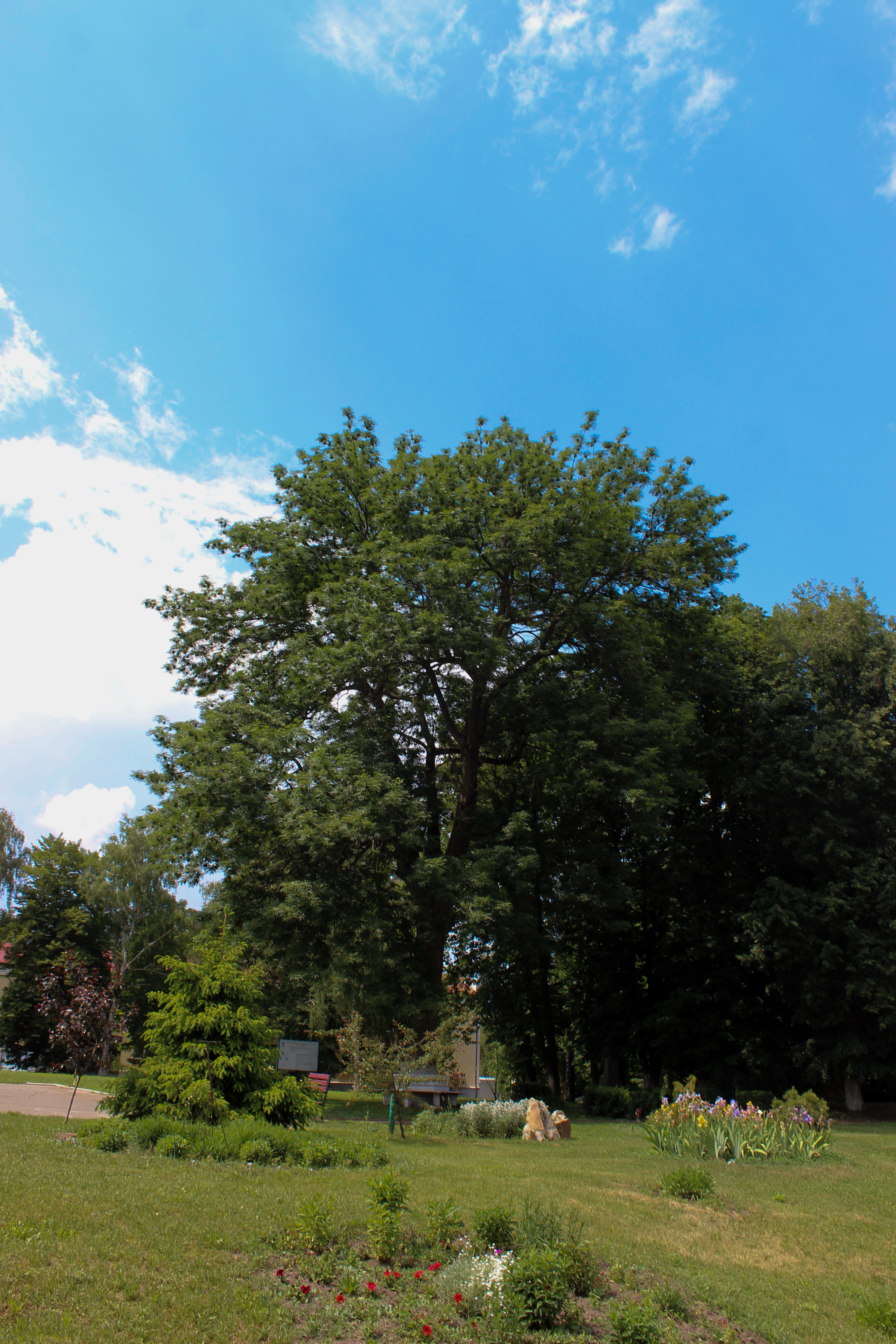
Monumentul botanic "Ash-tree"